# Польський шляхтич
38°53′29″ пн. ш. 77°01′12″ зх. д. / 38.89147° пн. ш. 77.02001° зх. д.
«Польський шляхтич» (пол. Szlachcic polski; англ. A Polish Nobleman) — картина нідерландського художника Рембрандта ван Рейна 1637 року, на якій зображено чоловіка в костюмі польського шляхтича. Приналежність суб'єкта картини неясна, і це дало привід для кількох різних інтерпретацій. Думка про те, що вбрання фігури явно польське, не є загальноприйнятою, і що це міг бути автопортрет.
Картина кілька разів змінювала власників, а серед її минулих власників були Катерина II  та Ендрю Меллон. Зараз вона знаходиться в Національній галереї мистецтва у Вашингтоні, округ Колумбія, США.

## Опис
На портреті зображено чоловіка, якому, за деякими оцінками, близько 45 років, який стоїть, повернувшись праворуч від глядача, і дивиться на нього з владним виразом обличчя. У піднятій правій руці він тримає кийок із золотим набалдашником. Він має густі вуса і носить високу хутряну шапку, на якій висить золотий ланцюг з дорогоцінним камінням і гербом у центрі. З вуха на золотій сережці-підвісці звисає велика грушоподібна перлина. На ньому червонувато-коричнева мантія з широким хутряним коміром, а поверх неї — важкий золотий ланцюг, з якого на правому плечі звисає орден у вигляді трьох кінських хвостів, прикрашених багатими підвісками. Повне світло зліва падає на праву частину обличчя. Тло — коричнево-сіре.